# Episodi di Doraemon (serie animata 1979) (quarta stagione)
Questa è la lista degli episodi della quarta stagione dell'anime 1979 di Doraemon. 
In Giappone gli episodi sono stati trasmessi su TV Asahi fra l'8 gennaio e il 24 dicembre 1982; in Italia sono stati trasmessi su Italia 1 da Mediaset, tra il 2003 e il 2004, in ordine sparso e spesso abbinandoli a episodi di ulteriori stagioni giapponesi.

## Episodi
| Nº Ja | Nº It | Titolo italiano Giapponese 「Kanji」 - Rōmaji | In onda           | In onda          |
| Nº Ja | Nº It | Titolo italiano Giapponese 「Kanji」 - Rōmaji | Giapponese        | Italiano         |
| 644   | 48    | Il robot pupazzo di neve 「ロボット雪だるま」 - Robotto yuki daruma | 8 gennaio 1982    | 3 aprile 2003    |
| 644   | 48    | Nobita chiede a Doraemon un chiusky per fare un pupazzo di neve più grande di quello di Gian e Suneo. Doraemon allora dà al ragazzo il robot istantaneo, in grado di costruire un grande pupazzo e potersi prendere la rivincita su Gian e Suneo. Nobita però anima il pupazzo gigante con un robot istantaneo rotto e la creatura diventa violenta, finché non si scioglie, avvicinandosi troppo a una stufa elettrica accesa. |                   |                  |
| 645   | 42    | Lo zoo safari degli animali di fantasia 「空想動物サファリパーク」 - Kuusou doubutsu safaripaaku | 15 gennaio 1982   | 31 marzo 2003    |
| 645   | 42    | Nobita si vanta con gli amici di aver cavalcato un unicorno e Doraemon decide di portarli nella terra degli unicorni, ma lui viene lasciato a casa. I ragazzi atterrano, ma Suneo a causa della sua imprudenza, riceve un violento calcio da un unicorno, atterrando su un isolotto e venendo salvato da una sirena. Dopo l'incontro con un drago, i ragazzi vengono tratti in salvo da Doraemon. |                   |                  |
| 646   | 44    | I satelliti trasmettitori d'aria 「空気中継衛星」 - Kuukichuu kei eisei | 22 gennaio 1982   | 1º aprile 2003   |
| 646   | 44    | Nobita apre una lattina contenente l'aria delle Hawaii di Suneo, che si arrabbia. Grazie al satellite trasmettitore d'aria, Nobita può prelevare l'aria delle Hawaii, portarla in camera sua, metterla in una lattina e restituirla a Suneo. Più tardi Nobita presta il chiusky a Gian e Suneo, i quali però rimangono vittima di una serie di inconvenienti. |                   |                  |
| 647   | 112   | Il filo dei legami 「むすびの糸」 - Musubino ito | 29 gennaio 1982   | 3 dicembre 2003  |
| 647   | 112   | Shizuka non vuole più vedere Nobita, perché egli ha promesso di andare a giocare a casa sua, ma non si è presentato. Doraemon presta quindi al ragazzo il filo dei legami: legandone le estremità a due persone esse si avvicineranno per dieci minuti. Nobita finisce però per mettere il filo sul suo polso e attorno a un libro, che passa nelle mani di Shizuka, Suneo e Gian. Quando il chiusky fa effetto il bullo picchia Nobita, che viene aiutato da Shizuka e lei lo perdona. |                   |                  |
| 648   | 114   | La rovesciocamera 「さかさカメラ」 - Sakasa kamera | 5 febbraio 1982   | 5 dicembre 2003  |
| 648   | 114   | Gian è stato picchiato dalla madre e Suneo accusa Nobita di aver fatto la spia. Doraemon decide di punirli con una fotocamera in grado di creare proiezioni di persone, inducendoli a credere che un'attrice famosa sia nei paraggi e che Nobita sia in casa altrui, su un albero e vicino a una cinta. A causa di ciò Suneo viene picchiato da Gian e quest'ultimo rimproverato da un uomo a cui era entrato in casa e dal maestro. |                   |                  |
| 649   | 46    | Il televisore ad acqua 「水ビデオ」 - Mizu bideo | 12 febbraio 1982  | 2 aprile 2003    |
| 649   | 46    | Doraemon mostra a Nobita il televisore ad acqua con il quale è possibile vedere l'immagine riflessa dall'acqua. Shizuka intanto trova una barchetta e la porta da loro; all'interno di essa c'è un messaggio di un certo Jiro indirizzato al fratello Ichiro che gli chiede di tornare a casa dal padre, siccome egli sta male. Dopo essere risaliti alle identità dei fratelli grazie al chiusky, Nobita, Doraemon e Shizuka consegnano la lettera a Ichiro e riescono a convincerlo a tornare da Jiro e dal padre. |                   |                  |
| 650   | 52    | La bomba a tempo 「チクタクボンワッペン」 - Chikutakubonwappen | 19 febbraio 1982  | 7 aprile 2003    |
| 650   | 52    | Nobisuke ha il singhiozzo e Nobita e Doraemon fanno esplodere una bomba a tempo: all'uomo passa il singhiozzo ma si arrabbia con loro. I due amici decidono poi di far esplodere una bomba su Gian, ma falliscono e cercano di farlo esplodere su Suneo, che la regala a Shizuka. Gian tuttavia si impossessa della bomba e la attacca su Nobita poco prima dell'esplosione, che viene fatto saltare in aria. |                   |                  |
| 651   | 54    | Lo spaventapasseri identico 「そっくりかかし」 - Sokkurikakashi | 26 febbraio 1982  | 8 aprile 2003    |
| 651   | 54    | Per proteggere una piantina germogliata in un punto pericoloso sulla strada vicino alla loro casa, Doraemon e Nobita usano uno spaventapasseri gonfiabile che prende la forma di chi lo gonfia per impedire che qualcuno la raccolga, ma non avranno molta fortuna, finché non decideranno di ripiantare la piantina in un luogo caldo e sicuro spostandosi con la dokodemo porta. |                   |                  |
| 652   | 68    | Una nevicata inaspettata 「三月の雪」 - Sangatsu no yuki | 5 marzo 1982      | 17 aprile 2003   |
| 652   | 68    | Shizuka desidera sciare e Nobita riesce a convincere Doraemon a tirare fuori il computer del tempo per far nevicare. Il giorno dopo, mentre i bambini si divertono con la neve, Shizuka scia. Nobita però è offeso per il fatto che nessuno l'abbia ringraziato e decide di tornare a casa, ma non riesce a fermare la nevicata e la città rischia di venir sepolta. Doraemon tuttavia rivela che il computer è guasto e smette di nevicare ben presto. |                   |                  |
| 653   | 56    | I pennarelli vitalizzanti 「空気クレヨン」 - Kuuki kureyon | 12 marzo 1982     | 9 aprile 2003    |
| 653   | 56    | Per tirare Nobisuke giù dal tetto dopo che Gian e Suneo si sono impossessati della scala, Doraemon ne crea un'altra disegnandola con i pennarelli vitalizzanti e far scendere l'uomo. Doraemon e Nobita usano quindi i pennarelli per potersi divertire con Shizuka, ma Gian e Suneo fanno i prepotenti di nuovo e i due gruppi si sfidano a bordo di aerei disegnati con i pennarelli. |                   |                  |
| 654   | 60    | La sicuropremio 「必中けん賞はがき」 - Hicchuu ken shou hagaki | 19 marzo 1982     | 11 aprile 2003   |
| 654   | 60    | Nobita, Shizuka, Gian e Suneo sono invidiosi di un ragazzino che ha vinto un videogioco futuristico a un concorso al quale bisogna inviare cartoline postali; decidono di parteciparvi anche loro, sfidandosi su chi vincerà per primo. Tuttavia ogni volta che Nobita compra delle cartoline esse spariscono, perché vengono usate da Doraemon. Quando Nobita decide di dare a un amico una cartolina di Doraemon che sicuramente farà vincere chi la spedisce, il robot si arrabbia con il ragazzo, a tal punto da mettere una taglia su di lui; di conseguenza Nobita viene inseguito da un gruppo consistente di ragazzi.                                       |                   |                  |
| 655   | 58    | La luce pietrosa 「ドライ・ライト」 - Dorai・raito | 26 marzo 1982     | 10 aprile 2003   |
| 655   | 58    | Siccome Nobita ha freddo e la madre gli proibisce di accendere la stufa, Doraemon tira fuori la luce pietrosa, una fonte energetica del XXII secolo, per riscaldare la casa. Nobita poi convince Doraemon a vendere la luce per fare soldi, ma presto Doraemon si fa prendere dall'avidità, finché a causa di una sua dimenticanza, la fonte energetica si scioglie. |                   |                  |
| 656   | 86    | Basta con i rimproveri! 「こごとひらいしん」 - Kogotohiraishin | 9 aprile 1982     | 12 maggio 2003   |
| 656   | 86    | Nobita sta per essere rimproverato dai genitori e dal maestro e riesce a convincere Doraemon a farsi prestare il prendi rimprovero, in grado di scaricare le sgridate su altre persone o animali. Nobita inizia presto ad abusare del chiusky finché non finisce in testa a un gatto selvatico. Quando esso fa un balzo, il chiusky finisce su Nobita, che viene inseguito da una moltitudine di persone per azioni fatte dall'animale. |                   |                  |
| 657   | 66    | La macchina preveggente 「チャンスカメラ」 - Chansukamera | 16 aprile 1982    | 16 aprile 2003   |
| 657   | 66    | Nobita scommette con Suneo di immortalare un momento cruciale; Doraemon allora dà all'amico la macchina preveggente capace di condurre sul posto chi la usa ancora prima di un avvenimento importante. Grazie a essa Doraemon e Nobita scoprono che in futuro si realizzeranno degli incidenti e cercano di evitare che avvengano, ma vengono fraintesi e sgridati. Alla fine scattano una foto di un UFO e una del mostro di Loch Ness usando una speciale funzione del chiusky. |                   |                  |
| 658   | 64    | L'animalofono 「九官マイク」 - Kyuu kan maiku | 30 aprile 1982    | 15 aprile 2003   |
| 658   | 64    | Nobita vorrebbe avere un merlo indiano parlante come Suneo, così Doraemon tira fuori l'animalofono, capace di far parlare gli animali. Nobita, Doraemon e Shizuka usano il chiusky per far cantare le farfalle in prato; tuttavia esso viene rubato da Gian con l'intento di far cantare il suo cane con le sue canzoni stonate. In quel momento il bullo viene sgridato dalla madre e, cercando di scusarsi, finisce per far ripetere la frase all'animale. |                   |                  |
| 659   | 88    | I regali 「おみやげふろしき」 - Omiyagefuroshiki | 7 maggio 1982     | 14 maggio 2003   |
| 659   | 88    | Doraemon, Nobita e la madre vanno a far visita alla zia, ma Tamako si è dimenticata di comprarle un regalo; con uno speciale panno, Doraemon fa apparire un regalo per lei. Nobita allora, grazie al panno, fa dei regali agli amici per avere in cambio un videogioco, ma ogni volta non riesce e finisce anzi per perdere il chiusky. Esso viene tuttavia trovato da Nobisuke che pronuncia la parola "videogame": Nobita può avere quello che desidera. |                   |                  |
| 660   | 70    | Il telecomando 「ラジコンテレビ」 - Rajikonterebi | 14 maggio 1982    | 18 aprile 2003   |
| 660   | 70    | Suneo vorrebbe giocare con una nave telecomandata, ma non ha un posto dove farla navigare. Doraemon allora cosparge il fondo del giocattolo con una speciale cipria in grado di far galleggiare la nave sul fondo della strada. Poco dopo piove e Doraemon monta sulla nave il telecomando e la mini cinepresa, rispettivamente in grado di controllare il giocattolo a distanza e poter vedere dove va. Nobita, Doraemon e Suneo si divertono a pilotare la nave, finché non viene rubata da Gian. Dopo che il bullo l'ha restituita al legittimo proprietario, il gruppo viene trovato dal maestro, che assegna loro il compito di ripassare il programma.        |                   |                  |
| 661   | 76    | Un lieto fine da impedire 「おやゆび姫をおいかけろ」 - Oyayubi hime wooikakero | 28 maggio 1982    | 28 aprile 2003   |
| 661   | 76    | Nobita presta a Shizuka una speciale spilla che permette di vivere in prima persona la fiaba di Pollicina. Il racconto tuttavia finisce con Pollicina che sposa il principe del regno dei fiori e Nobita, accortosi più tardi del suo errore, cerca di recuperare la spilla insieme a Doraemon. Shizuka nel frattempo vive la fiaba, ma decide di non sposare il principe, dovendo fare i compiti scolastici. |                   |                  |
| 662   | 116   | La pesca di Nobita 「のび太の魚つり」 - Nobita no sakana tsuri | 4 giugno 1982     | 10 dicembre 2003 |
| 662   | 116   | Nobita ha promesso di andare a pesca con Shizuka; Doraemon deve andare a una festa e presta il suo gattopone al giovane. Con una speciale finestra, Nobita e Shizuka vanno in montagna a pescare, ma Suneo – anch'egli lì – spiega che in realtà stanno pescando in una pozza d'acqua e invita la ragazza a pescare con lui e Gian. Nobita, grazie ad alcuni chisuky, riesce a popolare la pozza di pesci, dopodiché i quattro amici pescano insieme nella pozza, ma a causa di un incidente i pesci spariscono. Doraemon però arriva sul posto e risolve la situazione.                                                                                            |                   |                  |
| 663   | 72    | La psicoscatola 「エスパー訓練ボックス」 - Esupa kunren bokkusu | 11 giugno 1982    | 22 aprile 2003   |
| 663   | 72    | Nobita vorrebbe combattere le ingiustizie e Doraemon tira fuori la psicoscatola che allena in capacità paranormali: la psicocinesi, la vista a infrarossi e il teletrasporto. Durante l'allenamento la scatola sparisce e, mentre Nobita la cerca, viene trovata da Gian. Siccome il bullo non vuole restituirla, Nobita cerca di tirargli un pugno con i suoi poteri, ma finisce per colpire Shizuka, che se ne va arrabbiata. |                   |                  |
| 664   | 80    | La luce riproduce 「タイムコピー」 - Taimukopi | 18 giugno 1982    | 2 maggio 2003    |
| 664   | 80    | Nobita è invidioso di quello che possiede Suneo, così Doraemon ne crea una copia con la luce riproduce. In seguito Doraemon e Nobita duplicano numerose volte un videogame di Suneo per regalarne la copia ad altri ragazzi e Gian che urina per strada, che viene picchiato dalla madre. Infine i due amici usano il chiusky per aiutare Tamako a riavere una collana perduta, ma in realtà ce l'ha Nobisuke, che l'ha portata in riparazione siccome il filo si era rotto. |                   |                  |
| 665   | 82    | La pillola del contrario 「サカユメンでいい夢みよう」 - Sakayumen deii yume miyou | 25 giugno 1982    | 6 maggio 2003    |
| 665   | 82    | Nobita è stufo del pessimo comportamento degli altri, così Doraemon gli offre la pillola del contrario capace, quella notte, di far sognare una giornata opposta a quella avuta. Dopo un bel un sogno dove tutti lo elogiano, sorge il Sole e Nobita è costretto ad alzarsi. Il ragazzo allora decide di assumere altre pillole, ma per via della giornata completamente positiva, finisce per avere un incubo. |                   |                  |
| 666   | 78    | Le etichette prodigiose 「代用シール」 - Daiyou shiiru | 2 luglio 1982     | 30 aprile 2003   |
| 666   | 78    | Gian e Suneo vogliono che Nobita restituisca a loro un giornalino che gli hanno prestato. Il ragazzo l'ha perso e Doraemon tira fuori i cambia oggetto, in grado di trasformare un vecchio elenco telefonico in un giornalino. Nobita usa però il chiusky per prendersi gioco degli amici e, per fuggire, decide di mettere un'etichetta con scritto "Nobita" su una cassetta postale. Quella sera il ragazzo non può rientrare a casa, perché i genitori e Doraemon credono che la cassetta postale sia Nobita. |                   |                  |
| 667   | 90    | Il creaoggetti 「じつぶつベニヤ」 - Jitsubutsu beniya | 9 luglio 1982     | 16 maggio 2003   |
| 667   | 90    | Doraemon e Nobita usano il creaoggetti per costruire una spiaggia in camera loro e, cercando di invitare Shizuka, Gian e Suneo si autoinvitano. Doraemon allora decide di punirli trasformando il mare in un ghiacciaio, proprio quando Shizuka arriva in casa. |                   |                  |
| 668   | 84    | La scala dei sogni 「ゆめはしご」 - Yumehashigo | 16 luglio 1982    | 8 maggio 2003    |
| 668   | 84    | Dopo che Gian e Suneo hanno picchiato Nobita per averli sognati, Doraemon decide di vendicarsi nei loro confronti. Doraemon dei sogni dà a Nobita dei sogni una speciale scala, capace di far entrare nei sogni altrui. Il ragazzo attira quindi nel suo sogno Gian e Suneo con l'intento di sconfiggerli, ma si trova inseguito dai due bulli. Doraemon allora unisce il sogno con quello delle madri di Gian e Suneo, che inseguono i rispettivi figli. |                   |                  |
| 669   | 274   | Giochi d'acqua 「水ざいくで遊ぼう」 - Mizu zaikude asobo u | 23 luglio 1982    | 13 ottobre 2004  |
| 669   | 274   | Fa molto caldo: Doraemon, con le polverine acqua modellanti, crea un cuscino d'acqua, che viene distrutto da Nobita con la polverina che fa tornare l'acqua allo stato liquido. Doraemon e Nobita decidano pertanto di andare in spiaggia e con l'acqua dell'oceano creare un palazzo, per poi invitare Gian, Suneo e Shizuka. Mentre i ragazzi sono nel palazzo, Nobita vorrebbe farlo diventare colorato, ma finisce distruggerlo usando di nuovo la polverina che fa tornare l'acqua allo stato liquido. |                   |                  |
| 670   | 96    | Il rischiacarte 「しあわせトランプ」 - Shiawase toranpu | 30 luglio 1982    | 26 maggio 2003   |
| 670   | 96    | Nobita trova in camera sua un mazzo di carte chiamato rischiacarte: grazie a esso si possono esaudire i desideri, ma per ogni desiderio esaudito una carta sparisce; quando rimarrà l'ultima carta (il jolly) si verrà perseguitati dalla sfortuna. Siccome Nobita ha già esaudito un desiderio, decide di rifilare il mazzo a Suneo, che a propria volta lo dà a Gian. Quando le carte ritornano a Nobita ne rimane una più il jolly, che viene rubato da un ladro e ottiene la sfortuna della carta, per poi essere arrestato. |                   |                  |
| 671   | 98    | Lo stiramobili 「ペタンコアイロン」 - Petankoairon | 6 agosto 1982     | 28 maggio 2003   |
| 671   | 98    | Il cugino di Gian invita il ragazzo a casa sua, dicendo che può portare tutti gli amici che vuole. Gian quindi porta con sé Nobita e Suneo, ma si scopre che intende traslocare e appioppa ai tre ragazzi il lavoro. Poco dopo Gian e Suneo se ne vanno, lasciando Nobita da solo con il trasloco. Quest'ultimo chiede aiuto a Doraemon, il quale, grazie allo stiramobili, riesce a rendere il trasloco più veloce e meno faticoso. Gian e Suneo intanto decidono di dare una mano a Nobita e vedono l'appartamento vecchio vuoto; credendo di aver sbagliato abitazione, riportano tutto l'arredamento nell'appartamento precedente, facendo infuriare il cugino. |                   |                  |
| 672   | 94    | La scatola costruttiva 「四次元たてましブロック」 - Yojigen tatemashi burokku | 20 agosto 1982    | 22 maggio 2003   |
| 672   | 94    | In camera Doraemon e Nobita fanno una lotta con i materassi, ma vengono sgridati dalla madre. Doraemon allora tira fuori la scatola costruttiva, per poter alzare la casa di un piano e continuare a divertirsi. In seguito Doraemon se ne va e Nobita usa il chiusky per creare nuovi appartamenti e poter fare soldi, ma presto la madre e Doraemon scoprono la marachella. Per sfuggire loro, Nobita continua ad aggiungere piani, ma poco dopo deve andare in bagno: scendendo a perdifiato le scale, finisce per farsela addosso. |                   |                  |
| 673   | 120   | Il sottomarino telecomandato 「ラジコンせん水かんセット」 - Rajikon sen mizu kan setto | 27 agosto 1982    | 16 dicembre 2003 |
| 673   | 120   | Suneo invita Nobita a venire in vacanza al mare con lui a mangiare ostriche. Nobita però ha l'influenza ed è costretto a stare a casa, così Doraemon mette in un canale vicino a casa il sottomarino telecomandato e gli fa raggiungere il luogo dove si trova Suneo. Il giorno dopo Doraemon fa pescare al sottomarino le ostriche, ma Suneo è invidioso di quanto raccolto e cerca di appropriarsene, finendo solamente per perdere il costume. La rete del sottomarino tuttavia si buca; di conseguenza Doraemon e Nobita riescono a portare a casa una sola ostrica.                                                                                            |                   |                  |
| 674   | 104   | Il bibitone 「カンゲキドリンク」 - Kangekidorinku | 3 settembre 1982  | 6 giugno 2003    |
| 674   | 104   | Doraemon fa bere a Nobita il bibitone capace di esaltare le emozioni. Poco dopo va a trovare Shizuka e, sulla via del ritorno, esulta felice, tanto che due ragazzi parlano di lui facendo vergognare Tamako, che impone a Doraemon di andare a cercare Nobita. Mentre Doraemon porta il ragazzo a casa, Gian sottrae la bibita e se la beve, diventando più furioso e sensibile al dolore del solito. |                   |                  |
| 675   | 118   | L'albero della nostalgia 「ひさしぶりトランク」 - Hisashiburi toranku | 10 settembre 1982 | 12 dicembre 2003 |
| 675   | 118   | Mentre Shizuka si reca da Nobita, incontra Ben, un suo vecchio amico, e lo invita a casa sua, rinunciando ad andare a trovare Nobita. Doraemon intanto usa l'albero della nostalgia in grado di evocare i ricordi dei tempi passati e lo presta a Nobita, che intende usarlo su Shizuka, per convincerla a trascorrere del tempo insieme, tuttavia ogni tentativo fallisce. |                   |                  |
| 676   | 92    | L'aereopiano 「フェザープレーン」 - Fezapuren | 17 settembre 1982 | 20 maggio 2003   |
| 676   | 92    | Suneo si vanta del suo aereo piuma e Nobita ne chiede uno a Doraemon, che tira fuori l'aereopiano, che si pilota dall'interno. Dopo aver sbrigato una commissione, il ragazzo usa l'aereo per divertirsi con Shizuka e Doraemon. Gian e Suneo, invidiosi, riescono a impossessarsene, ma presto l'aereo si schianta al suolo a causa di uno starnuto di Nobita. |                   |                  |
| 677   | 100   | Il cambiarredo 「入れかえ表札」 - Ire kae hyousatsu | 1º ottobre 1982   | 30 maggio 2003   |
| 677   | 100   | Nobita è preoccupato perché il maestro verrà a casa a parlare con Tamako dei pessimi voti. Doraemon intanto usa il cambiarredo, in grado di cambiare a posizione degli edifici, per raggiungere più velocemente la casa di Suneo e la pasticceria. Nobita si impossessa poi del chiusky con lo scopo di deviare il maestro da casa sua, facendolo entrare da Gian, Suneo e Shizuka. Doraemon però scopre tutto e fa in modo che Nobita sia inseguito da Gian e dal docente. |                   |                  |
| 678   | -     | 「早くつづきがみたい」 - Hayaku tsudzuki ga mitai – "Un tale disegnatore di fumetti" | 8 ottobre 1982    | inedito          |
| 679   | 122   | Il trasferitore di macchina 「人間メカを作ろう」 - Ningen meka wo tsukuro u | 15 ottobre 1982   | 18 dicembre 2003 |
| 679   | 122   | Nobita trova il trasferitore di macchina, capace di trasferire le funzionalità di un oggetto su una persona. Decide poi – invidioso dell'aereo giocattolo di Suneo – di far volare Doraemon, che finisce per rompere l'aeroplano di Suneo. Nobita è poi costretto a prestare il chiusky a Gian, che fa diventare Nobita un'automobile, uno stereo e un fornello, prima che quest'ultimo venga salvato da Doraemon. |                   |                  |
| 680   | 124   | Un amore perduto 「ぼく失恋しちゃった」 - Boku shitsuren shichatta | 22 ottobre 1982   | 22 dicembre 2003 |
| 680   | 124   | Doraemon è innamorato di una gattina e chiede aiuto a Nobita, scoprendo che la gatta è corteggiata da un altro gatto. Mentre Doraemon la corteggia, scopre che l'altro gatto e la gatta non si vedranno più, per cui il robot decide di aiutarli. Nonostante questo Doraemon è tranquillo che almeno siano felici. |                   |                  |
| 681   | 270   | Le nuove specie 「新種図鑑で有名に」 - Shinshu zukan de yuumei ni | 29 ottobre 1982   | 7 ottobre 2004   |
| 681   | 270   | Mentre estirpa le erbacce per punizione, Nobita si dilegua e scopre da Dekisugi e Shizuka che la scoperta di una nuova specie può fare il giro del mondo, così decide di cercare una specie non ancora scoperta. Promettendo che svolgerà il lavoro, Nobita si fa prestare da Doraemon il libro del creatore, in grado di spacciare un insetto per nuova specie e provare tale effetto. Intanto Gian e Suneo cercano di catturare una nuova specie ma si mettono a litigare, così Nobita decide di far strappare loro le erbacce, trasformandole in nuove specie.                                                                                                   |                   |                  |
| 682   | 126   | Il kit addestra ninja 「ニンニン修業セット」 - Ninnin shugyou setto | 5 novembre 1982   | 24 dicembre 2003 |
| 682   | 126   | Affascinato da un fumetto, Nobita convince Doraemon a tirare fuori il kit addestra ninja, che consiste in un corso per diventarlo, ma ben presto il ragazzo rinuncia per le troppe difficoltà. Si fa poi dare da Doraemon un rotolo per trasformarsi momentaneamente in animali, ma ogni volta non ha fortuna e decide definitivamente di accantonare l'idea. |                   |                  |
| 683   | 130   | Il fucile cambiaforma 「部分進化ガン」 - Bubun shinka gan | 12 novembre 1982  | 31 dicembre 2003 |
| 683   | 130   | Nobita vede delle lepri sulla collina dietro la scuola e informa Gian e Suneo, che intendono cacciarle; Shizuka rimane delusa, perché Nobita non avrebbe dovuto dirglielo. Nobita e Doraemon allora usano il fucile cambiaforma, capace di modificare le parti del corpo degli animali, per difendere le lepri, riuscendo a mettere in fuga Gian e Suneo. Mentre questi ultimi vengono derisi dagli altri ragazzi, Shizuka si congratula con Nobita e Doraemon per quanto fatto. |                   |                  |
| 684   | 102   | Il superaorizzonte 「地平線テープ」 - Chiheisen tepu | 19 novembre 1982  | 4 giugno 2003    |
| 684   | 102   | Nobita non ha mai "visto" l'orizzonte e Doraemon tira fuori uno speciale nastro: attraversandolo si andrà in un'altra dimensione e si potrà "vedere" la linea immaginaria. Dopo aver invitato gli amici, Nobita e Doraemon fuggono nell'altra dimensione per sfuggire dalla rabbia della madre, la quale accidentalmente fa cadere il nastro, lasciando i due amici intrappolati lì. Fortunatamente riescono a fuggire grazie a un altro nastro che avevano dato a Shizuka. |                   |                  |
| 685   | 128   | Il timbro dello spavento 「きょうふのスタンプ」 - Kyoufuno sutanpu | 26 novembre 1982  | 30 dicembre 2003 |
| 685   | 128   | Dopo che un gruppo di ragazzi, con a capo Gian, ha spaventato Nobita, Doraemon decide di spaventare Gian con una serie di cose che fanno paura, ma fallisce. Decide per cui di usare il timbro dello spavento per far venire al bullo il terrore dei cerchi. Presto Gian si accorge di quanto accaduto e intende picchiare i due amici, ma scappa terrorizzato dagli occhiali di Nobita e dalla testa di Doraemon. |                   |                  |
| 686   | 132   | Il copiapersona 「コピーとりよせ機」 - Kopii toriyose ki | 3 dicembre 1982   | 7 gennaio 2004   |
| 686   | 132   | Suneo si vanta di aver fatto delle foto con attori e di essere stato invitato alla festa di compleanno di Tsubasa Ito; Doraemon viene a saperlo e, grazie al copiapersona, fa venire sul posto una copia dell'attrice, scoprendo che in realtà Suneo ha mentito. Nobita e Doraemon scattano quindi delle foto con Tsubasa Ito e le fanno vedere agli amici, che vogliono vedere dei personaggi famosi anche loro. Dopo che Gian ha imparato nuove tecniche di combattimento, decide di picchiare Suneo, per aver raccontato bugie. |                   |                  |
| 687   | 136   | L'uovo immobiliare 「カッコータマゴ」 - Kakkou tamago | 10 dicembre 1982  | 15 gennaio 2004  |
| 687   | 136   | Stufo della severità della madre, Nobita decide di farsi adottare dalla famiglia di Suneo grazie a uno speciale uovo; di conseguenza il vero Suneo viene buttato fuori di casa e racconta l'accaduto a Doraemon. A un certo punto l'uovo finisce fuori casa e viene inghiottito da Doraemon, che la madre di Suneo scambia per il figlio. Quest'ultimo e Nobita decidono di lasciare le cose così come sono, fino a che non ha finito le lezioni di galateo, inglese e violino. |                   |                  |
| 688   | 134   | L'esaudifono 「もしもボックスで天才に」 - Moshimo bokkusu de tensai | 17 dicembre 1982  | 9 gennaio 2004   |
| 688   | 134   | Nobita si addormenta in classe, venendo sgridato dal maestro e dalla madre e deriso da Gian e Suneo; di conseguenza il ragazzo usa l'esaudifono per far sì che chi si addormenta continuamente venga considerato un genio. Ciò però ha anche degli svantaggi per Nobita, che deve insegnare a Shizuka ad addormentarsi velocemente; inoltre quella sera Tamako non può cucinare e un camion si schianta contro la porta di casa, essendosi l'autista addormentato. Nobita desidera pertanto tornare al mondo di prima. |                   |                  |
| 689   | 154   | Un Natale coi fiocchi 「空とぶクリスマス」 - Sora tobu Kurisumasu | 24 dicembre 1982  | 9 febbraio 2004  |
| 689   | 154   | Nobita è deluso perché non è stato invitato alla festa di Natale di Suneo. Per consolare l'amico, Doraemon e Dorami organizzano a propria volta una festa e i ragazzi abbandonano la festa di Suneo per andare a quella di Doraemon. Suneo e Gian per ripicca decidono di rovinare la festa, ma smettono nel loro intento sentendo Dorami cantare. |                   |                  |

## Speciali
Tra il 1º gennaio e il 2 aprile 1982 sono stati trasmessi sei episodi speciali.
| Nº  | Giapponese 「Kanji」 - Rōmaji - Traduzione letterale                                    | In onda         | In onda  |
| Nº  | Giapponese 「Kanji」 - Rōmaji - Traduzione letterale                                    | Giapponese      | Italiano |
| S15 | 「ハツメイカーで大発明」 - Hatsumeikā de dai hatsumei – "La grande invenzione!"         | 1º gennaio 1982 | inedito  |
| S16 | 「三倍時計ペタンコ」 - San-bai tokei petanko – "Il triplo orologio"                     | 2 gennaio 1982  | inedito  |
| S17 | 「のび太の宝さがし」 - Nobita no takara sagashi – "La caccia al tesoro di Nobita"       | 3 gennaio 1982  | inedito  |
| S18 | 「コピー頭脳でラクをしよう」 - Kopī zunō de raku o shiyou – "Il cervello-copia"         | 2 aprile 1982   | inedito  |
| S19 | 「おとし物つり堀とつりざお」 - Otoshi mono tsuri hori totsurizao – "Lo stagno da pesca" | 2 aprile 1982   | inedito  |
| S20 | 「怪物くんぼうし」 - Kaibutsu kunboushi – "Il ragazzo mostro"                           | 2 aprile 1982   | inedito  |